# Camille Bordage
Pour les articles homonymes, voir Bordage.
Camille Bordage était un homme d'affaires et un homme politique canadien.

## Biographie
Camille Bordage est né le 25 mars 1905 à Saint-Louis-de-Kent, au Nouveau-Brunswick. Son père est Auguste Bordage et sa mère est Éléonore Barrieau. Il a étudié au Collège Sacré-Cœur de Bathurst. Il a épousé Audrey Graham le 7 novembre 1938 et le couple a eu 7 enfants.
Il a été député du comté de Kent à l'Assemblée législative du Nouveau-Brunswick de 1964 à 1967 en tant que libéral. Il a aussi été conseiller municipal du comté.
Il était membre des Chevaliers de Colomb et du Club Richelieu.